# St. Hubertus (Essen-Bergerhausen)

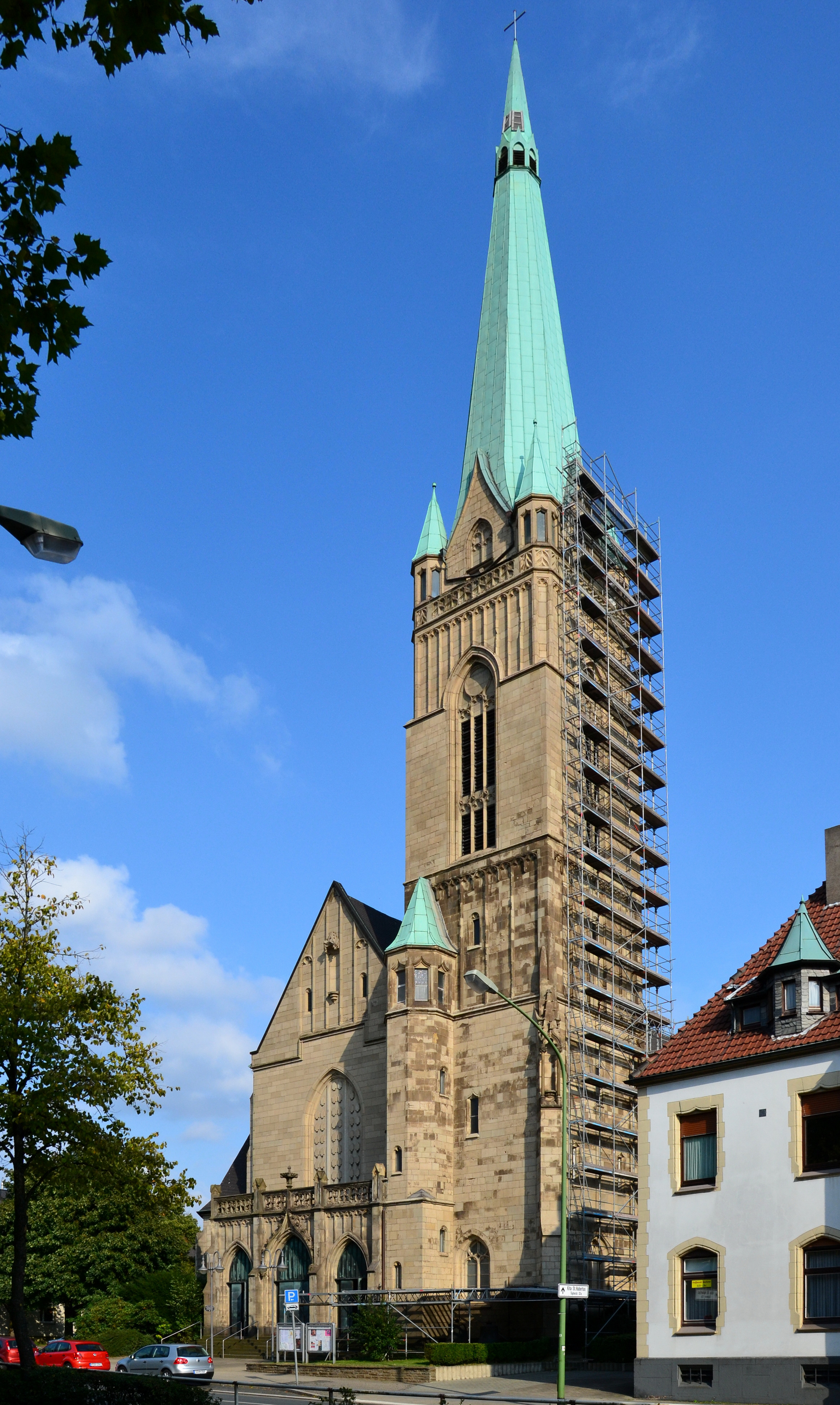
Pfarrkirche St. Hubertus

Die katholische Kirche St. Hubertus ist ein denkmalgeschütztes Kirchengebäude im Essener Stadtteil Bergerhausen.

## Geschichte und Architektur
Der Pfarrbezirk wurde 1913 aus der Gemeinde St. Lambertus Rellinghausen ausgegliedert. Der Kirchenbauplan wurde von Josef Kleesattel aus Düsseldorf erstellt. Er entschied sich für neugotische Formen. Der Kirchenpatron hatte Bezug zum Patron der Muttergemeinde; Hubertus folgte dem Lambertus auf den Bischofsstuhl in Lüttich.
Der Grundstein wurde am 2. März 1913 gelegt. Die Wände wurden aus Backstein gemauert, die Verblendung aus Weiberner Tuff. Die Kirche wurde am 5. Juli 1914 von Weihbischof Lausberg aus Köln geweiht und im Zweiten Weltkrieg stark beschädigt. Das Gewölbe stürzte ein und die Fenster wurden zerstört. Nach dem Krieg wurde eine Flachdecke eingezogen, die mit Stuckleisten verziert war. Diese Lösung war allerdings weder architektonisch noch akustisch tragbar. Nach Plänen des Architekten Sensen aus Oberhausen wurde ein neugotisches Gewölbe in Ziegel-Sichtmauerwerk gestaltet und 1974/75 eingezogen. Um das Gewicht des Gewölbes zu reduzieren, wurden Lochziegel, im geeigneten Wechsel mit glatten Ziegeln gewählt. Der Altarraum wurde vorgezogen und um zwei Stufen abgesenkt. Die Ausmalung des Raumes ist auf die changierenden Farben der Gewölbe abgestimmt. Der Fußboden aus Alta-Quarzit wirkt schlicht. Die ehemals offene Vorhalle wurde mit schlichten Kupfertüren geschlossen.
1986 wurde das Kirchengebäude unter Denkmalschutz gestellt.
Seit den Umstrukturierungen im Ruhrbistum 2006 bis 2008 gehört die Hubertuskirche wieder zu ihrer Mutterpfarrei St. Lambertus.
Der Kirchturm, vollendet im Juli 1914, ist mit 62,53 Metern Höhe, nach der gut zehn Meter höheren St.-Barbara-Kirche in Kray, der zweithöchste der Stadt Essen. Am 3. Januar 2014 kam es nach Blitzeinschlag zu einem Brand im Kirchturm. Das Eisenkreuz auf der Turmspitze sowie Teile des hölzernen Dachstuhles mussten nach dem entstandenen Schwelbrand gesichert und abgenommen werden, so dass dem Turm insgesamt fünf Meter an Länge verloren ging. Die Spitze wird im Rahmen der Renovierung der maroden Südwand des bereits eingerüsteten Turmes wieder instand gesetzt. Diese Renovierungsarbeiten kosten rund 3,5 Millionen Euro.

## Ausstattung
Der ehemalige Hochaltar und die ehemalige Kommunionbank wurden in der Werkstatt Goldkuhle in Essen-Huttrop angefertigt und von der Familie Vietinghoff-Schell aus Essen-Rellinghausen gestiftet. Der Zelebrationsaltar wurde nach Entwürfen des Architekten Sensen aus Carrara-Marmor angefertigt. In seinem Mittelteil befinden sich die Maßwerke der ehemaligen Kommunionbank.
Peter Hecker gestaltete von 1938 bis 1939 drei Chorfenster zum Thema Christus und die zwölf Apostel. Sie wurden nach dem Krieg von 1963 bis 1964 nach seinen rekonstruierten Entwürfen mit Schwarzlotmalerei auf Antikglas erneuert. Weitere Fenster im Chor, der Chorkapelle, im Obergaden sowie im Quer- und in den Seitenschiffen wurden 1975 nach Entwürfen von Hubert Spierling ornamental mit Kryolithglas in Blei gestaltet. Die Fenster in der Taufkapelle über der Tür stammen von nicht bekannten Künstlern.
Die Kopie der Schönen Madonnen stammt aus dem Salzburger Raum. Der Kreuzweg in Aluminiumguss ist eine Arbeit von Willi Dirks. Die Kreuzigungsgruppe, die früher der obere Abschluss des Hochaltars war, ist eine Arbeit der Werkstatt Goldkuhle in Huttrop.

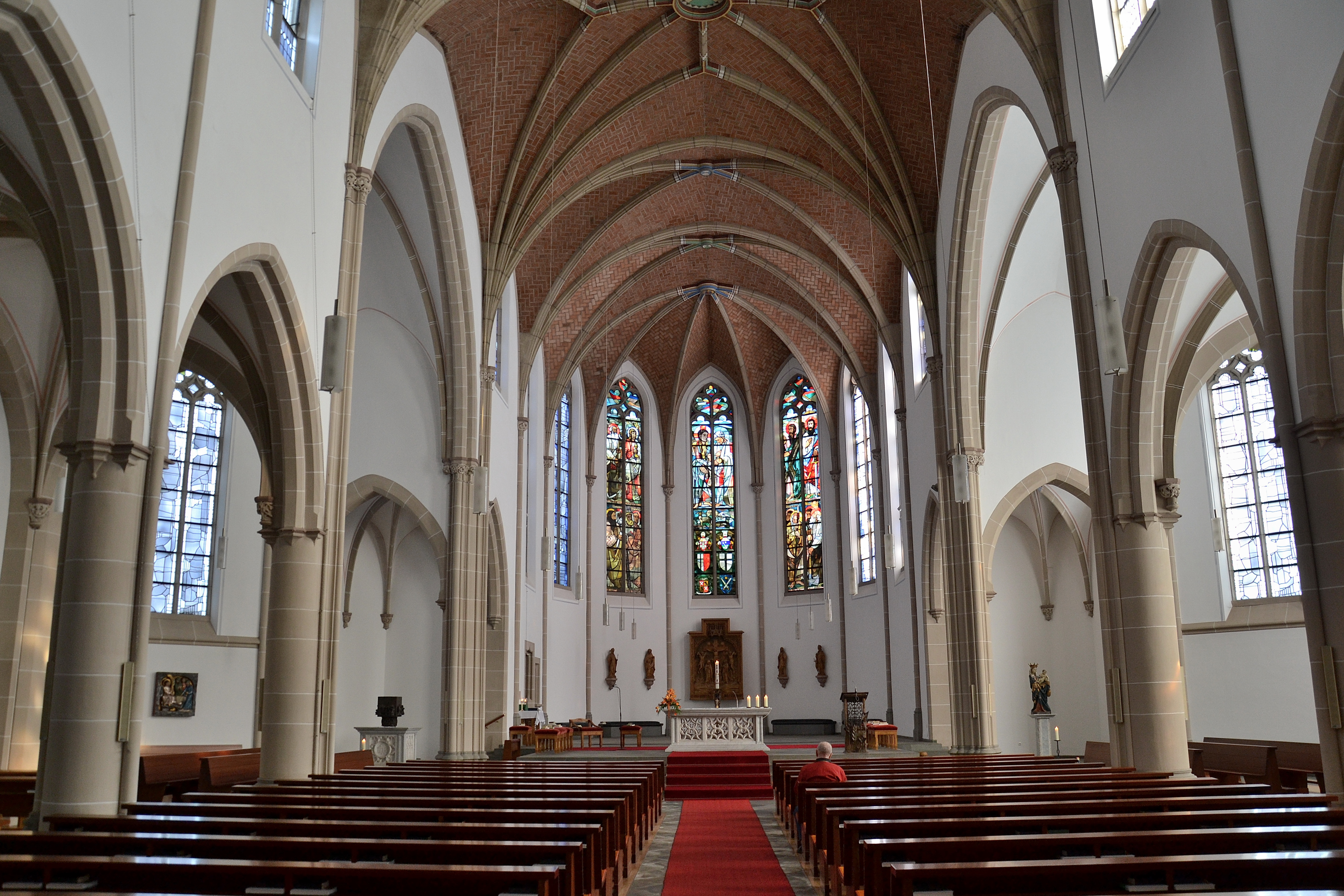
Innenraum
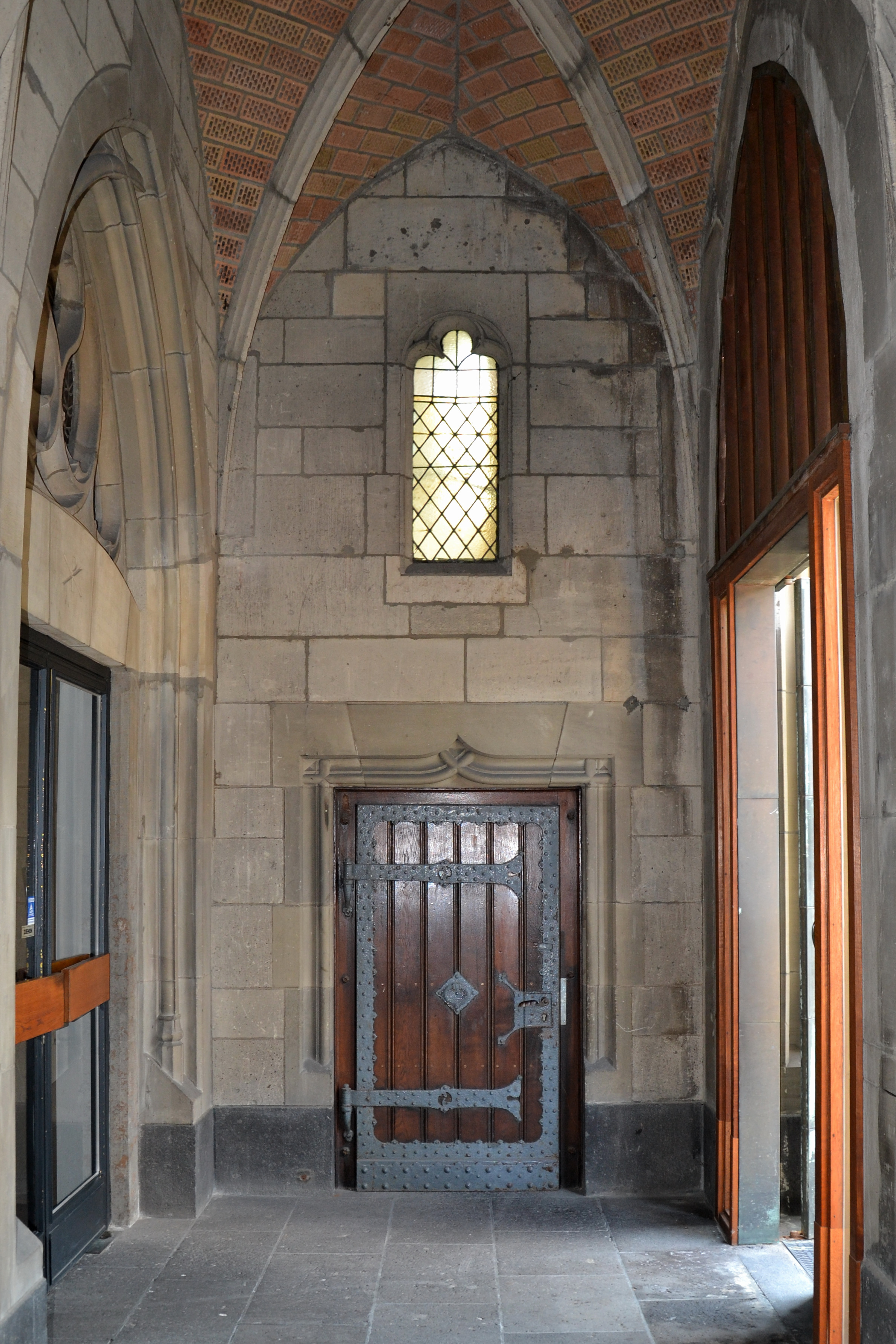
Vorraum mit Zugang zum Turm
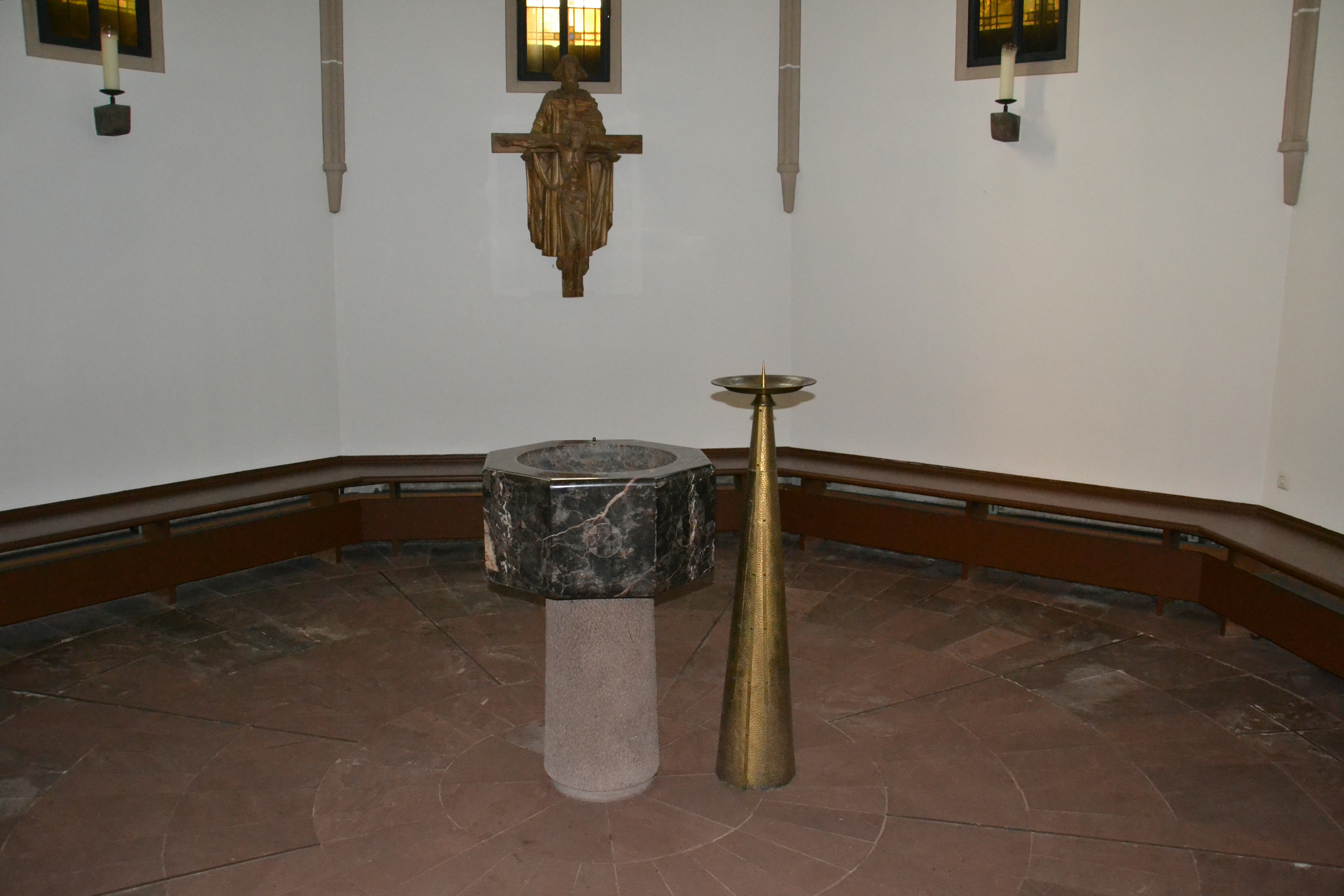
Taufkapelle
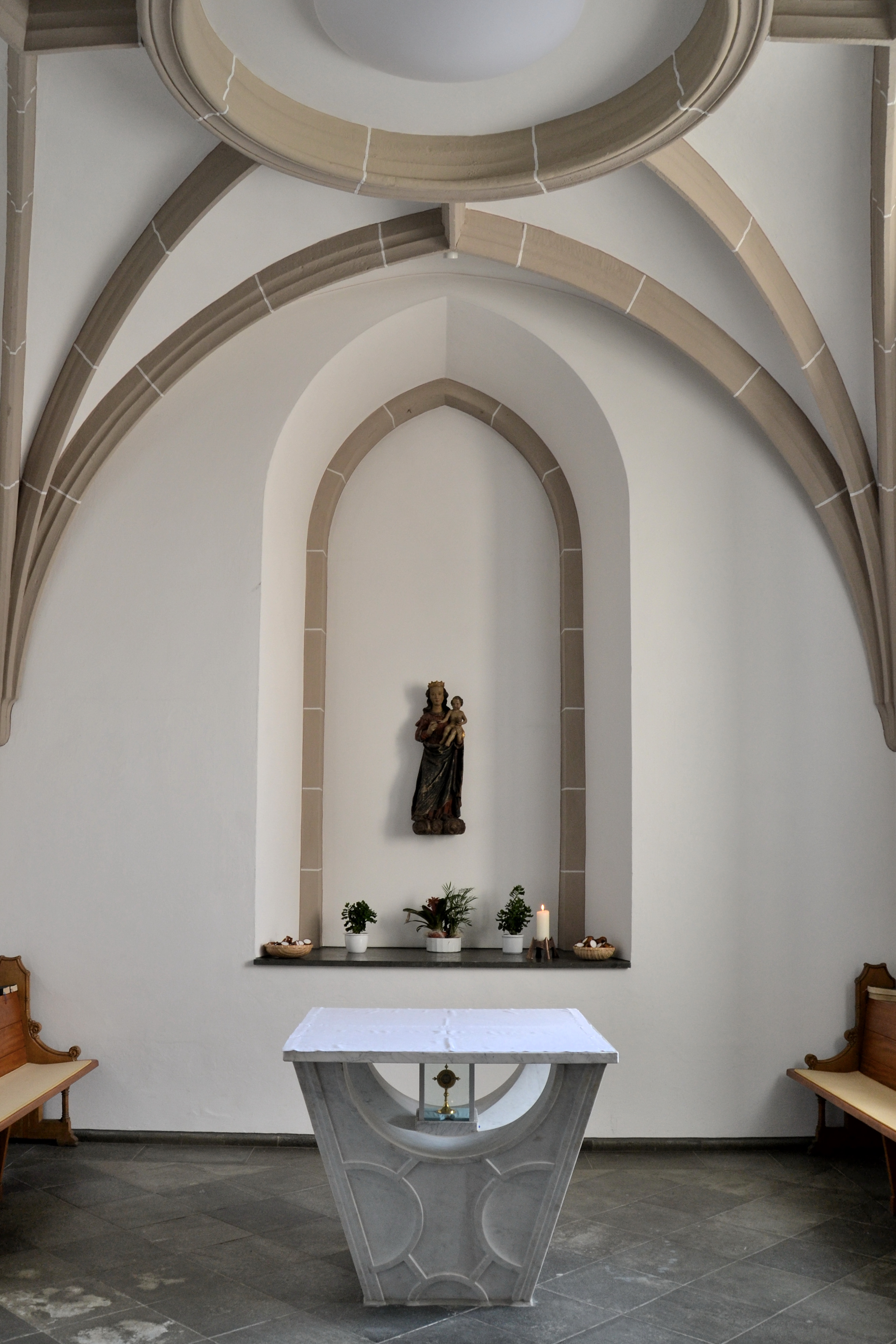
Madonnenstatue
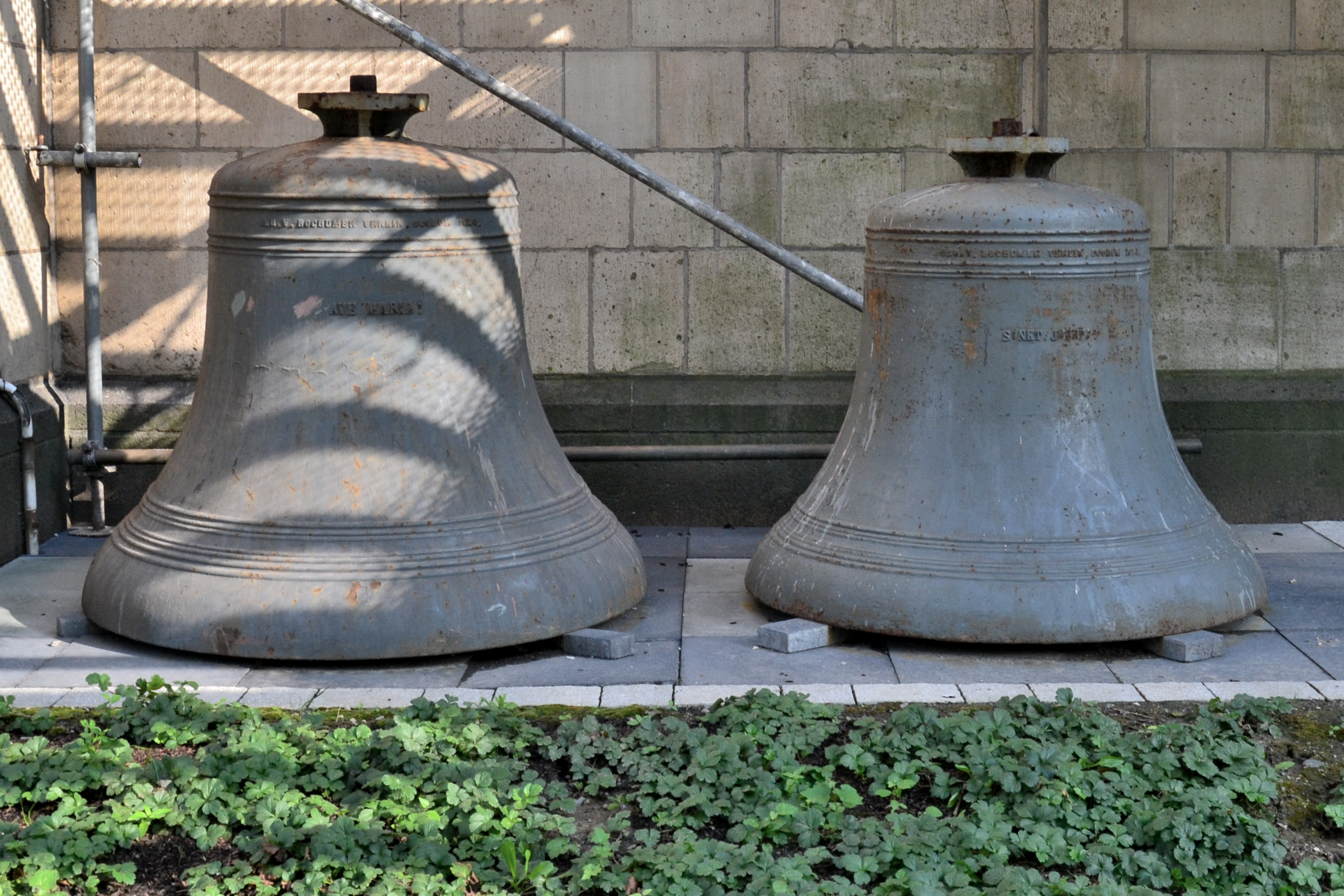
Zwei der vier alten Glocken

### Holzplastik hl. Anna selbdritt

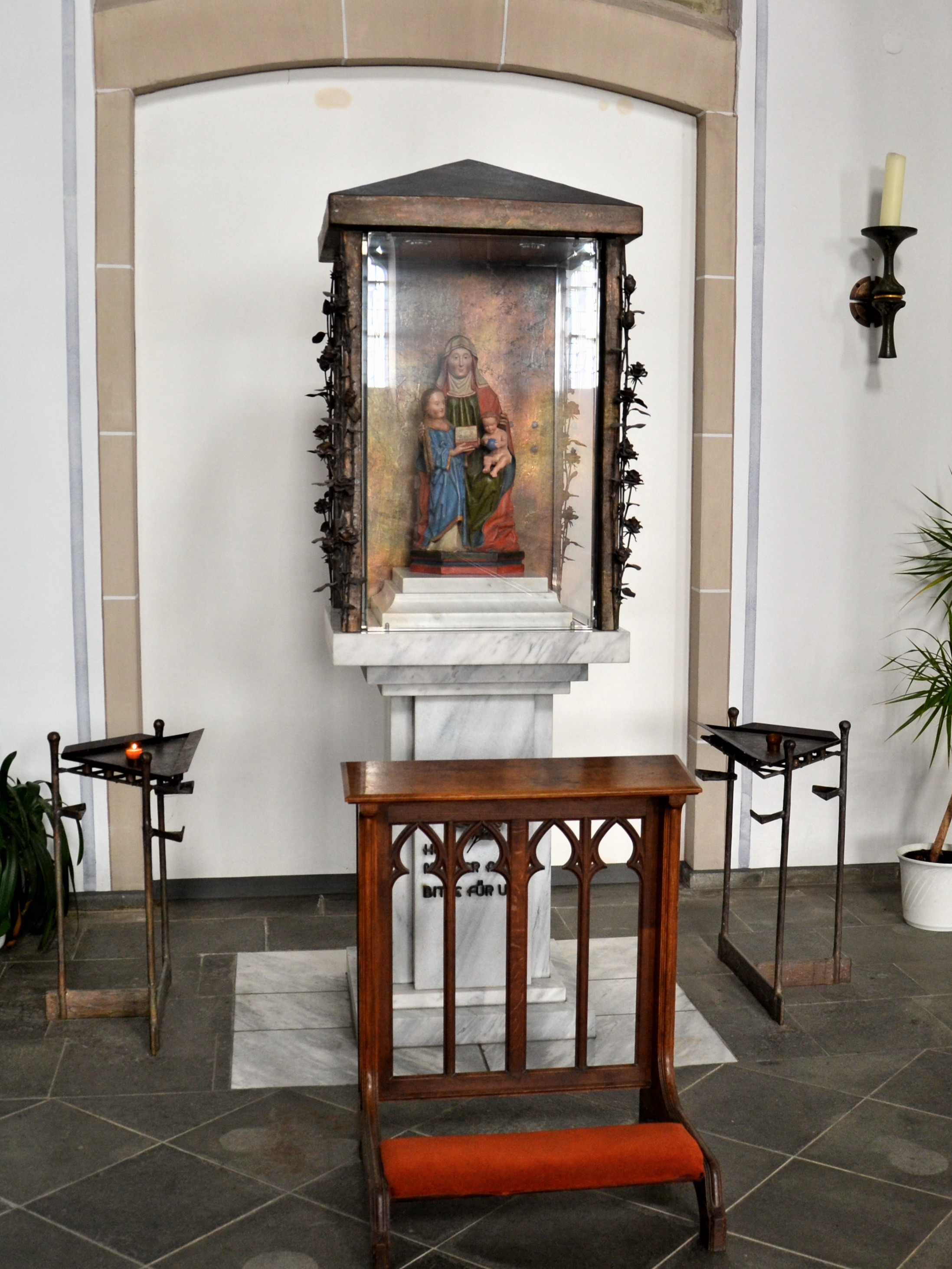
Holzplastik der hl. Anna selbdritt

Im nördlichen Seitenschiff, vor dem zugemauerten, ehemaligen Eingang der Kirche, befindet sich eine Holzplastik in einem Heiligenhäuschen, das 1985 von Josef Wellinger aus Bronze geschaffen wurde. Das Häuschen wurde Pfarrer Heinrich von der Gemeinde zu seinem 70. Geburtstag geschenkt.
Die geschnitzte Plastik aus Eichenholz wird mit Anna selbdritt bezeichnet und stellt die drei Generationen Großmutter, Mutter und Kind dar. Die größte Person ist Jesus’ Großmutter Anna, einen Kopf kleiner dargestellt, aber erwachsen steht zu ihrer Rechten Tochter Maria und zu ihrer Linken deren Sohn Jesus. Das ursprüngliche Jesuskind der Plastik ging irgendwann verloren und wurde später wieder ergänzt. Es hält einen blauen Ball in der Hand, dessen Bedeutung unklar bleibt. Maria, die Mutter Jesu, hält ein Buch mit fremdartigen Schriftzeichen in Händen, die auf das Alte Testament hinweisen.
Die Plastik in der Hubertus-Kirche stammt aus dem Anfang des 16. Jahrhunderts, als sie anlässlich einer Pockenepidemie gestiftet wurde. Die Abbildung der drei Generationen gab damals Hoffnung, da ein solches Zusammentreffen zur Zeit der Pocken selten gewesen sein dürfte. Früher stand die Holzplastik in einem Heiligenhäuschen in Rellinghausen, wo sie Station von Prozessionen war. Sie wurde Anfang des 19. Jahrhunderts im damals klassizistischem Stil weiß übermalt. Der Besitzer vermachte 1865 diese Kapelle samt Plastik der Kirchengemeinde Rellinghausen. 1870 kam das Bildnis in den Besitz der Gutehoffnungshütte, die die Zeche Ludwig betrieb. Es stand an der Rellinghauser Straße gegenüber der Einmündung der Leinestraße in einer Mauernische. Nach dem Ausbau der Rellinghauser Straße kam die Holzplastik 1928 in die Hubertus-Kirche in die Nähe der Taufkapelle. Die Zeit des Zweiten Weltkriegs verbrachte die Skulptur im Pfarrhaus. Erst 1985 erhielt sie mit dem neuen Glashäuschen ihren heutigen Platz.

### Orgel
1930 wurde eine Orgel mit zwei Manualen und 16 Registern von Klais aus Bonn eingebaut, die allerdings im Krieg 1945 zerstört wurde. Die heutige zweimanualige Orgel mit 24 Registern aus dem Hause Breil stammt aus dem Jahr 1982 und wurde 2011 renoviert. Das Schleifladen-Instrument hat mechanische Spieltrakturen und elektrische Registertrakturen.
- I Hauptwerk C-g3: Gedackt 16‘, Prinzipal 8‘, Offenflöte 8‘, Oktave 4‘, Nachthorn 4‘, Oktave 2‘, Mixtur VI 1 1⁄3‘, Trompete 8‘
- II Schwellwerk C-g3: Rohrgedackt 8‘, Spitzgambe 8‘, Prinzipal 4‘, Koppelflöte 4‘, Sifflöte 2‘, Terz 1 3⁄5‘, Quinte 1 1⁄3‘, Scharff IV 1‘, Dulcian 16‘, Kopftrompete 8‘, Tremulant
- Pedal C-f1: Subbass 16‘, Prinzipalbass 8‘, Gemshorn 8‘, Piffaro 4‘ + 2‘, Rauschbass III 2 2⁄3‘, Posaune 16‘
- Koppeln: II/I, I/P, II/P

### Geläut
Seit 2011 hängt im Turm der Hubertus-Kirche ein fünfstimmiges Geläut, welches von der Glockengießerei Petit & Gebr. Edelbrock (Gescher) gegossen wurde. Dieses Geläut hing zunächst in der St.-Raphael-Kirche in Bergerhausen; nach dem diese Kirche geschlossen wurde, wurde das Geläut samt zwanzig Jahre altem Glockenstuhl in den Turm der Hubertus-Kirche versetzt. Der ursprüngliche Glockenstuhl war nach fast hundert Jahren zu marode geworden. Zwei der vier alten Glocken, die beim Bochumer Verein gegossen wurden, sind derzeit vor der Hubertus-Kirche aufgestellt.